# White & Nerdy
White & Nerdy és el segon single de l'àlbum Straight Outta Lynwood de Weird Al Yankovic que va ser posat a la venda el 26 de setembre del 2006 als Estats Units. És una paròdia de la cançó "Ridin" de Chamillionaire i Krayzie Bone. La cançó tracta el lament d'un personatge per la seva poca traça per "unirse als gangsters" a causa del fet que és blanc i "nerdy" i inclou referències a conceptes esterotipats associats als "nerds", com Star Trek, la Wikipedia, Dungeons & Dragons, la informàtica, els Monty Python, i les matemàtiques.